# Njombe (regio)
Njombe is een regio in het zuidwesten van Tanzania, opgericht in 2012. Voordien behoorde deze regio tot de regio Iringa. Njombe heeft een oppervlakte van 21.347 km² en had in 2022 ongeveer 889.000 inwoners. De hoofdstad van de regio heet eveneens Njombe. De regio ligt in de zuidelijke hoogland en grenst deels aan het Malawimeer.

## Districten
De regio is onderverdeeld in zes districten:
- Ludewa
- Makambako
- Makete
- Landelijk Njombe
- Stedelijk Njombe
- Wanging'ombe

## Bevolking
De regio had in 2012 ruim 700.000 inwoners. In 2022 waren dit er ongeveer 889.000.

## Economie
In de regio zijn er grote theeplantages. Toeristische bezienswaardigheden zijn de grotten en het woud van Nyumba Nitu, het woud van Lwivala met de rots Lwivala Stone en de watervallen op de Luhuji.